# Changabang
Changabang är ett berg i Indien.   Det ligger i distriktet Chamoli och delstaten Uttarakhand, i den norra delen av landet, 300 km nordost om huvudstaden New Delhi. Toppen på Changabang är 6 864 meter över havet, eller 944 meter över den omgivande terrängen. Bredden vid basen är 5,3 km.
Terrängen runt Changabang är huvudsakligen mycket bergig. Runt Changabang är det ganska glesbefolkat, med 22 invånare per kvadratkilometer. Det finns inga samhällen i närheten. Trakten runt Changabang är permanent täckt av is och snö.

## Klättring
Changabang anses som ett extremt berg på grund av de mycket branta bergväggarna som alla rutter till toppen innehåller. Det finns mycket snö och is vilket försvårar klättringen. Det har blivit omtalat bland klättrare trots att det finns betydligt högre berg i regionen. Berget bestegs första gången 1974.